# Dicaelotus confutator
Dicaelotus confutator là một loài tò vò trong họ Ichneumonidae.